# Genista umbellata
Genista umbellata là một loài thực vật có hoa trong họ Đậu. Loài này được (L'Her.) Poir. miêu tả khoa học đầu tiên.

## Hình ảnh

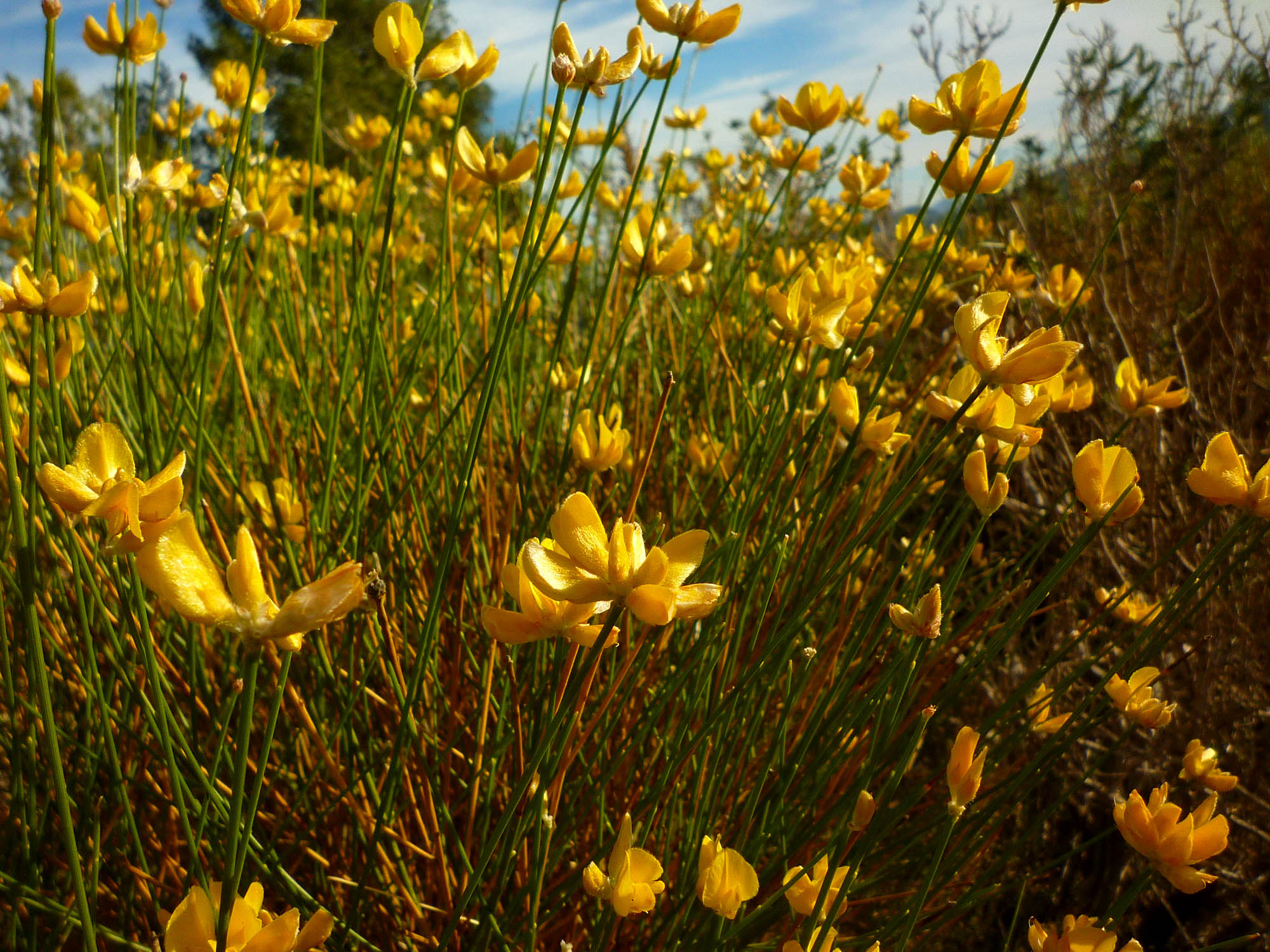